# Great Birmingham Run
Great Birmingham Run — ежегодный полумарафон, который проводится в октябре с 2008 года в Бирмингеме, Великобритания. Ранее был известен под названием Birmingham Half Marathon. В 2009 году стал одним из мероприятий Чемпионата мира по полумарафону. С 2011 входит в серию беговых мероприятий Great Run. По критерию Международная ассоциация легкоатлетических федераций с 2013 года имеет серебряный статус.
В 2019 году длина трасы сократилась до 17,8 км из-за сообщения об опасности участка возле парка Кэннон-Хилл. Марафон 2020 года был отменён из-за пандемии COVID-19.

## Победители
Рекорд трассы
| №    | Год  | Победитель у мужчин       | Время (м:с)                   | Победитель у женщин     | Время (м:с)                   |
| ---- | ---- | ------------------------- | ----------------------------- | ----------------------- | ----------------------------- |
| 1-й  | 2008 | Энди Джонс (GBR)          | 65:46                         | Бирхан Дагне (GBR)      | 77:40                         |
| 2-й  | 2009 | Жан Ндайсенга (BDI)       | 66:17                         | Сьюзан Патридж (GBR)    | 72:50                         |
| 3-й  | 2010 | Эдвин Кипьего (KEN)       | 63:50                         | Сьюзан Патридж (GBR)    | 73:56                         |
| 4-й  | 2011 | Хайле Гебреселассие (ETH) | 61:29                         | Джемма Стил (GBR)       | 72:21                         |
| 5-й  | 2012 | Мика Кого (KEN)           | 60:17                         | Сара Морейра (POR)      | 72:49                         |
| 6-й  | 2013 | Томас Айеко (UGA)         | 62:32                         | Джемма Стил (GBR)       | 70:19                         |
| 7-й  | 2014 | Джоел Киматай (KEN)       | 61:30                         | Поллин Ванжуки (KEN)    | 70:48                         |
| 8-й  | 2015 | Крис Томпсон (GBR)        | 63:00                         | Доминика Напейраж (POL) | 73:39                         |
| 9-й  | 2016 | Энди Вернон (GBR)         | 63:32                         | Элизеба Чероно (NED)    | 73:42                         |
| 10-й | 2017 | Уильям Ричардсон (GBR)    | 66:38                         | Хлоя Ричардсон (GBR)    | 81:40                         |
| 11-й | 2018 | Кадар Омар Абдуллахи      | 66:06                         | Никола Сайкес (GBR)     | 79:57                         |
| 12-й | 2019 | Омар Ахмед (ETH)          | 52:18 (сокращённая дистанция) | Хэйли Карратерс (GBR)   | 62:09 (сокращённая дистанция) |